# NGC 7753
NGC 7753 (również PGC 72387 lub UGC 12780) – galaktyka spiralna z poprzeczką (SBbc), znajdująca się w gwiazdozbiorze Pegaza. Odkrył ją William Herschel 12 września 1784 roku. Oddziałuje grawitacyjnie z sąsiednią, mniejszą galaktyką NGC 7752, obie zostały skatalogowane jako Arp 86 w Atlasie Osobliwych Galaktyk Haltona Arpa. Galaktyki te znajdują się w odległości około 219 milionów lat świetlnych od Ziemi.
W NGC 7753 zaobserwowano do tej pory cztery supernowe – SN 2006A, SN 2006ch, SN 2013Q i SN 2015ae.